# Abram Jakovlevič Model'
Abram Jakovlevič Model' (in russo Абрам Яковлевич Модель?; Dvinsk, 23 ottobre 1896 – Leningrado, 11 marzo 1976) è stato uno scacchista sovietico.

## Biografia
Nato a Daugavpils in Lettonia, si trasferì poi a Leningrado dove per tutta la vita fu insegnante di matematica.
Nel 1927 si classificò pari 3º-4º (con Duz-Chotymyrs'kyj) nel campionato sovietico di Mosca, dietro ai vincitori Fedir Bohatyrčuk e Pëtr Romanovskij, ma davanti a Michail Botvinnik a altri sedici maestri.
Nel 1928 fu =1º-3º a Minsk nel campionato bielorusso. 
Verso la fine del 1929 il quotidiano di Leningrado Smyene organizzò una simultanea telefonica tra un "anonimo lettore" (che poi si rivelò essere Model') e dieci tra i più forti giocatori della città, tra i quali il citato Botvinnik, Ragozin, Il'in-Ženevskij e il famoso compositore di scacchi Leonid Kubbel. Model' ottenne sette vittorie e concesse solo tre patte (tra cui quelle di Botvinnik e Kubbel).
Nel 1935 lo stato sovietico gli conferì il titolo di Maestro onorario dello sport.
Nel 1944 vinse con 8/9 il 18º campionato di Leningrado (disputato dopo la fine dell'assedio di Leningrado da parte dei nazisti).
Durante l'assedio di Leningrado fu molto attivo nell'organizzazione dell'attività scacchistica, e si occupò anche di questioni umanitarie, tra cui l'evacuazione di quasi 15.000 bambini dalla città assediata.
Dopo la seconda guerra mondiale si ritirò dagli scacchi per occuparsi di due altri suoi grandi interessi, la musica e la poesia.
Partecipò a pochissimi tornei (nessuno all'estero), per cui il suo nome è virtualmente sconosciuto a molti appassionati di scacchi. Molti commentatori lo ricordano però per essere stato una "meteora" di grandissimo talento. Pëtr Romanovskij lo considerava addirittura tra i più grandi giocatori "naturali" di tutti i tempi.
Svolse per molti anni l'attività di istruttore dei giovani talenti nel Palazzo dei Pionieri di Leningrado. Tra i suoi allievi vi furono Botvinnik e Viktor Korčnoj.
Il suo stile di gioco era molto lineare, e spesso vinceva in modo apparentemente "semplice" contro forti avversari. Evitava di rado le semplificazioni ed era particolarmente forte nei finali, ricordando così il mitico Capablanca.

## Partite notevoli
- Botvinnik - Model', campionato URSS 1927, Difesa Francese C17 (0-1)
- Model' - Rudnev, semifinali URS-ch 1929, Attacco Torre A46 (1-0)
- Botvinnik - Model', Leningrado 1930, Gambetto di Donna rifiutato D55 (0-1)
- Model' - Alatorcev, campionato di Leningrado 1932,  Partita indiana E60 (1-0)